# HLB Deutschland
HLB Deutschland ist ein Netzwerk unabhängiger Kanzleien aus den Bereichen Steuerberatung und Wirtschaftsprüfung, die überwiegend für Unternehmen aus dem Mittelstand tätig sind. Die 25 selbstständigen und unabhängigen Mitgliedsfirmen mit insgesamt über 35 Büros sind Teil des globalen Netzwerkes HLB International. Das Netzwerk ist unter der Dachorganisation HLB Deutschland GmbH mit Sitz in Düsseldorf organisiert und rangiert auf Platz 3 im Top-10-Ranking der in Deutschland tätigen Netzwerke mit unabhängigen Mitgliedergesellschaften.

## Gründung und Firmengeschichte
Das globale Netzwerk wurde 1969 gegründet. Die Bezeichnung HLB ist eine Abkürzung von Hodgson Landau Brands und basiert auf den Namen von drei der ursprünglichen Gründungsgesellschafter: Hodgson Harris (GB), Mann Judd Landau (USA) und Brands & Wolff (NL). Im Laufe der Zeit verschwanden diese Namen durch diverse Zusammenschlüsse, und 1990 wurde das Netzwerk in HLB International (HLB) umbenannt. Die Abkürzung stand auch für „Helping Local Business Internationally“.
Im Jahr 2023 verfügte das HLB Netzwerk über mit mehr als 45.000 Mitarbeitern in 157 Ländern der Erde, darunter allen bedeutenden Wirtschaftszentren der Welt.
2008 ist HLB als Mitglied in das Forum of Firms aufgenommen worden, zu dem auch die Big Four gehören.
1972 begannen in Deutschland die beiden Wirtschaftsprüfungs- und Steuerberatungsgesellschaften Treumerkur Dr. Schmidt und Partner KG in Wuppertal sowie Hamburger Treuhand Albert Blunk, Schomerus & Partner mit der Zusammenarbeit unter dem Dach der HLB Deutschland GmbH und schlossen sich auch dem internationalen Netzwerk an. Später gesellten sich weitere Kanzleien dem Verbund hinzu: So 1978 die Linn Goppold Treuhand GmbH in München, 1985 die Düsseldorfer Dr. Schumacher & Partner GmbH, 1989 die Dr. Dienst & Partner KG in Koblenz und 1994 die Bielefelder Dr. Stückmann und Partner.
Koordiniert wird die Arbeit von HLB Deutschland von einem fünfköpfigen Führungsgremium und einem Zentralsekretariat mit einem Generalsekretär, einer Office-Managerin einer Marketing-Managerin und einer Event-Managerin. Zu den Aufgaben des Zentralsekretariats gehört u. a. die Organisation von Tagungen und Seminaren, die Organisation von Arbeitskreisen sowie die Entwicklung, Koordinierung und Überwachung gemeinsamer Projekte (etwa zur Qualitätssicherung, im Marketing oder in der Aus- und Fortbildung). Gleichzeitig ist das Zentralsekretariat die Schnittstelle zwischen HLB International und den deutschen Mitgliedsfirmen.
HLB Deutschland belegte 2023 laut der Übersicht des International Accounting Bulletin (IAB) den Platz 8 im Ranking der Netzwerk- und Verbundkanzleien.

## Heutige Geschäftstätigkeit
Die Mitglieder HLB in Deutschland sind unter anderem in diesen Bereichen tätig:
- Private und betriebliche Vermögensplanung
- Nachfolgeplanung und Gestaltung
- Nachhaltigkeitsberichtserstattung
- Finanzierungsberatung
- Corporate Finance
- Sanierungs- und Insolvenzberatung
- Unternehmensbewertung
- Due Diligence
- Going Public
- Beratung im Rahmen von Ratings
- Risikomanagement und Unternehmensplanung
- Beratung und Prüfung von Unternehmen der öffentlichen Hand
- Beratung und Prüfung von gemeinnützigen Unternehmen sowie im Gesundheits- und Sozialbereich
- Beratung und Prüfung von Finanzdienstleistungsinstituten
- Bankenpoolbegleitung
- Umwandlungssteuerrecht
- EDV-Beratung
- Umsatzsteuer

Für internationale Fragestellungen stehen HLB Mitglieder in folgenden Bereichen zur Verfügung:
- Internationales Steuerrecht
- Außensteuerrecht
- Aufbau und rechtliche Beratung von Auslandsaktivitäten deutscher Unternehmen
- Aufbau internationaler Unternehmensstrukturen
- Reporting für internationale Konzerne
- Umstellung auf internationale Bilanzierungsgrundsätze
- Mitarbeiterentsendung ins Ausland
- Verrechnungspreissysteme
- Optimierung von Quellensteuern
- Internationale Umsatzsteuer

## Niederlassungen
Standorte der deutschen HLB Mitgliedsfirmen sind Augsburg, Berlin, Bielefeld, Bremen, Dessau-Roßlau, Dortmund, Duisburg, Düsseldorf, Erfurt, Flensburg, Frankfurt, Gießen, Grünwald bei München, Hamburg, Hannover, Koblenz, Leipzig, Lörrach, Ludwigshafen, Mainz, Mönchengladbach, München, Münster, Nürnberg, Mönchengladbach, Oldenburg, Osnabrück, Passau, Recklinghausen, Saarbrücken, Sindelfingen und Wuppertal.